# Сейд
Сейд, также сейда (северносаам. sieidi, фин. seita, швед. sejte) — священный объект северо-европейских народов, в частности, саамов (лопарей). Может представлять собой особенное место в горах, тундре, тайге, чем-то выделяющуюся скалу, приметный камень, пень, озеро, иное природное образование. Сейдами иногда также называют артефакты — сооружения из камней.

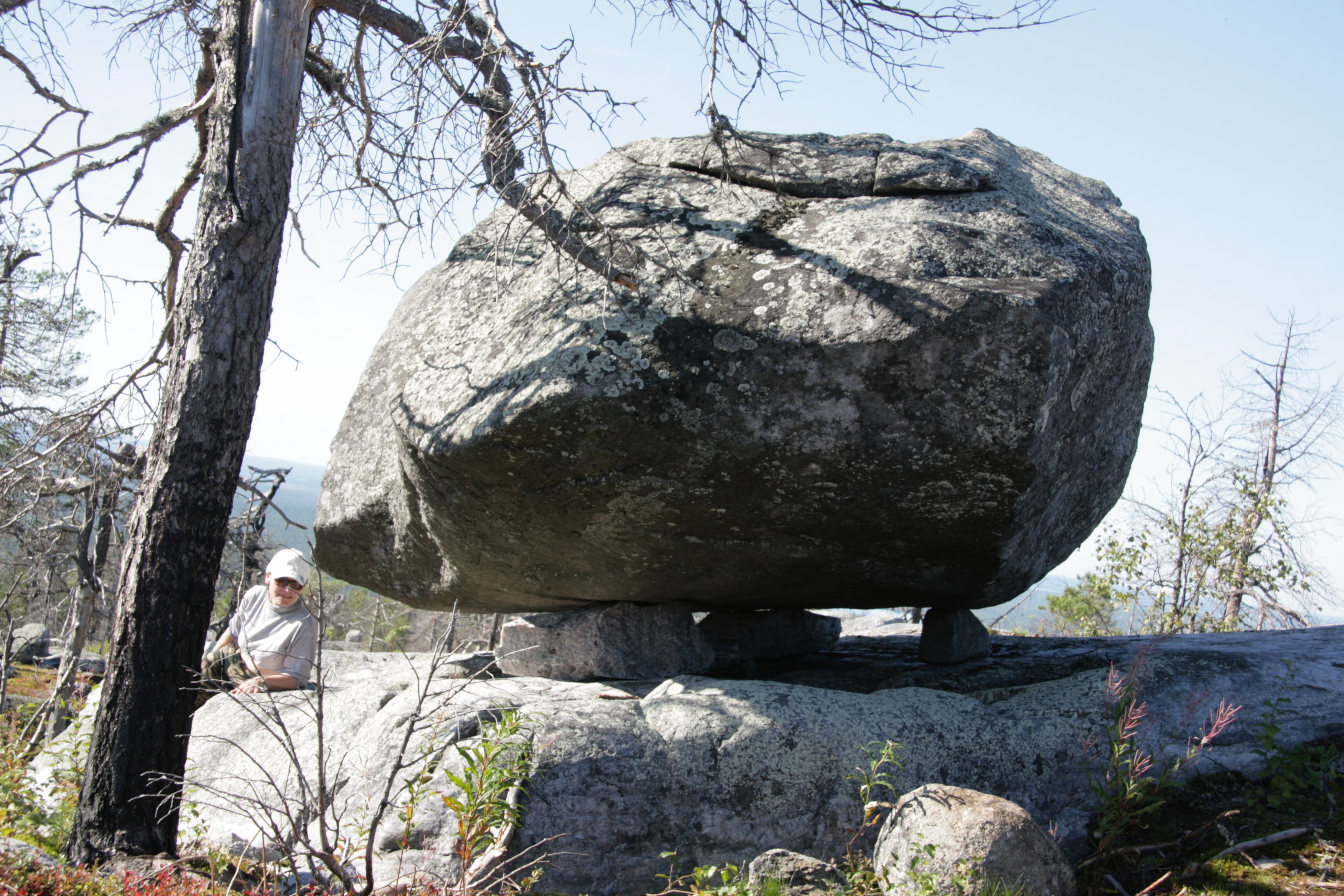
Один из сейдов на горе Воттоваара: крупный валун лежит на трёх небольших камнях, которые, в свою очередь, лежат на другом крупном валуне (определить масштаб сооружения можно по фигуре человека внизу слева)

Общепринятой версией происхождения сейдов является ледник, который при таянии мягко опустил эти валуны, образовав тем самым необычную структуру.

## Распространение
Каменные сооружения, называемые сейдами, встречаются на территории России в Карелии и на Кольском полуострове, а также в Скандинавии. Наиболее распространённым типом каменного сейда являются каменные пирамидки (гурии). Часто встречаются также скалы на подставках — «каменных ножках», частично приподнятые скалы или поставленные в неустойчивое положение. В силу очевидных причин последние не всегда возможно отличить от естественных природных образований. Иногда из-за массивности многих артефактов сейды относят к мегалитическим сооружениям. В силу слабой изученности и бедности археологических находок в настоящее время не представляется возможным однозначно определить саамов в качестве единственных строителей каменных сейдов.
Каменные сейды часто сгруппированы в большие скопления, насчитывающие десятки и сотни объектов. Это архипелаг Кузова на Белом море, горы Воттоваара и Кивакка в Карелии, гора Кучинтундра в Мурманской области. Иногда сейды образуют структуры.
Существует аналогичный объект и в Центральном регионе России, единственный подобный артефакт в этом регионе Конь-Камень. Вес камня составляет более 20 тонн. Мегалит стоит на трёх других валунах, как на ногах, расположен на склоне долины реки Красивой Мечи рядом с селом Козьим Ефремовского района Тульской области.

## Поклонение сейдам
Культовое использование сейдов разнообразно и соответствует всему спектру потребностей языческих религий. Так, например, по одной из саамских легенд, рыбаки, уходя в море, оставляли часть своей души на берегу в каменном сейде, чтобы в случае их гибели её не сожрало некое чудовище. Некоторые сейды использовались эпизодически, в связи с календарными или иными событиями. Другие сейды были персонифицированы и имели отношение к конкретному человеку (который мог иметь несколько своих священных мест или камней). Зафиксированы легенды, согласно которым в каменный сейд обращались люди. Причем, если на архипелаге Кузова в сейды превратились шведы («враги»), застигнутые здесь бурей, то согласно другой легенде в другом месте в один из сейдов превратился колдун (нойд). Порой каменным сейдам приносили жертвы. К некоторым сейдам можно было подходить лишь в определенное время, или нельзя было подходить близко, или нельзя было подходить женщинам. Зафиксировано, что отдельные сейды имеют имена. Например, Сейд Летучий камень на горе Сейдпахк и пара сейдов Праудедки (скальные останцы Старик и Старуха) на реке Поной Кольского полуострова.
Не следует путать «сейд» с сейдом — скандинавской шаманской магией, хотя существует предположение о связи этих понятий.
«Сейд» для саамов означает то же, что и «недоступный загробный рай».

## Галерея

Сейды в районе поселка Туманный Мурманской области
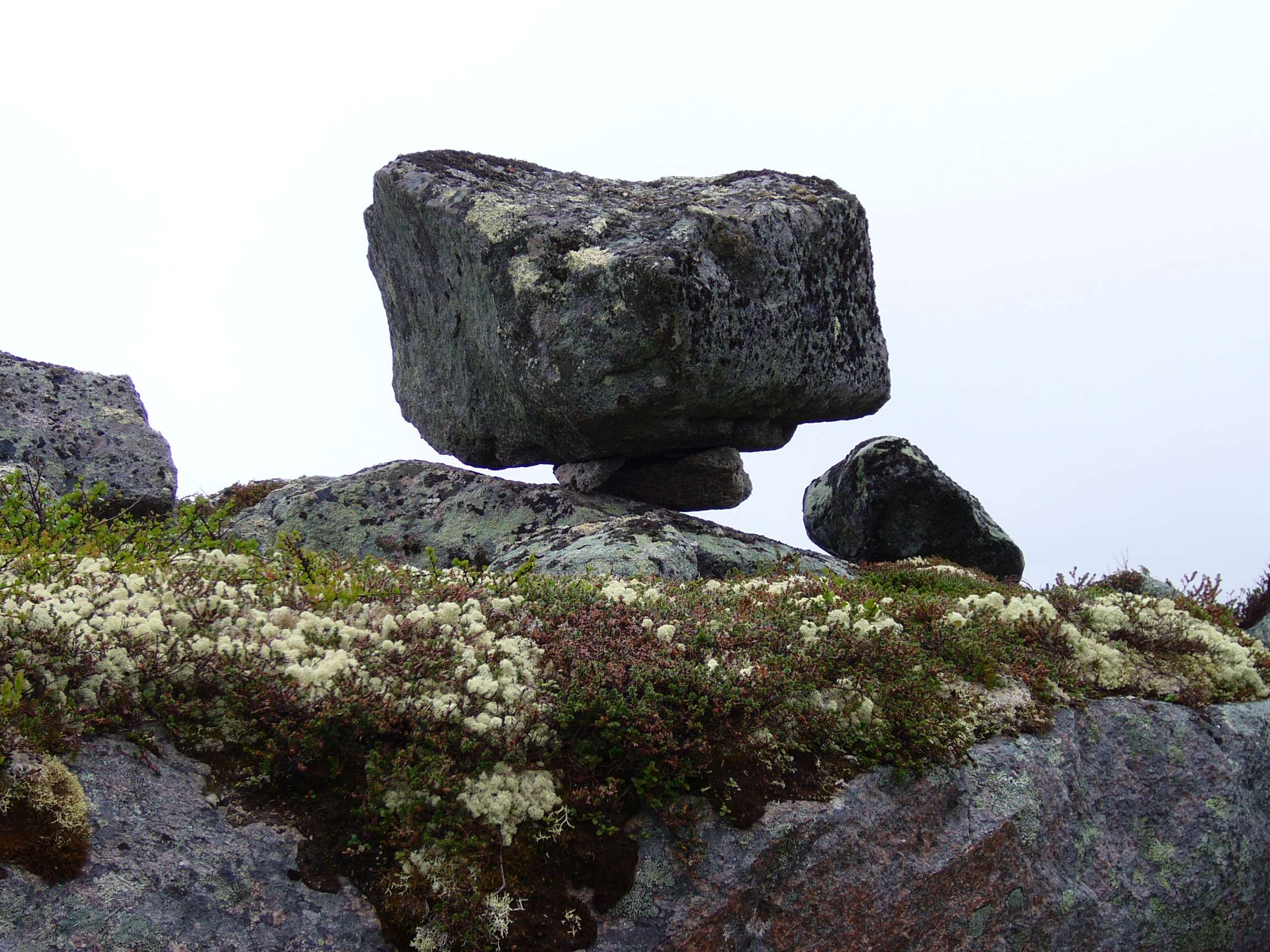
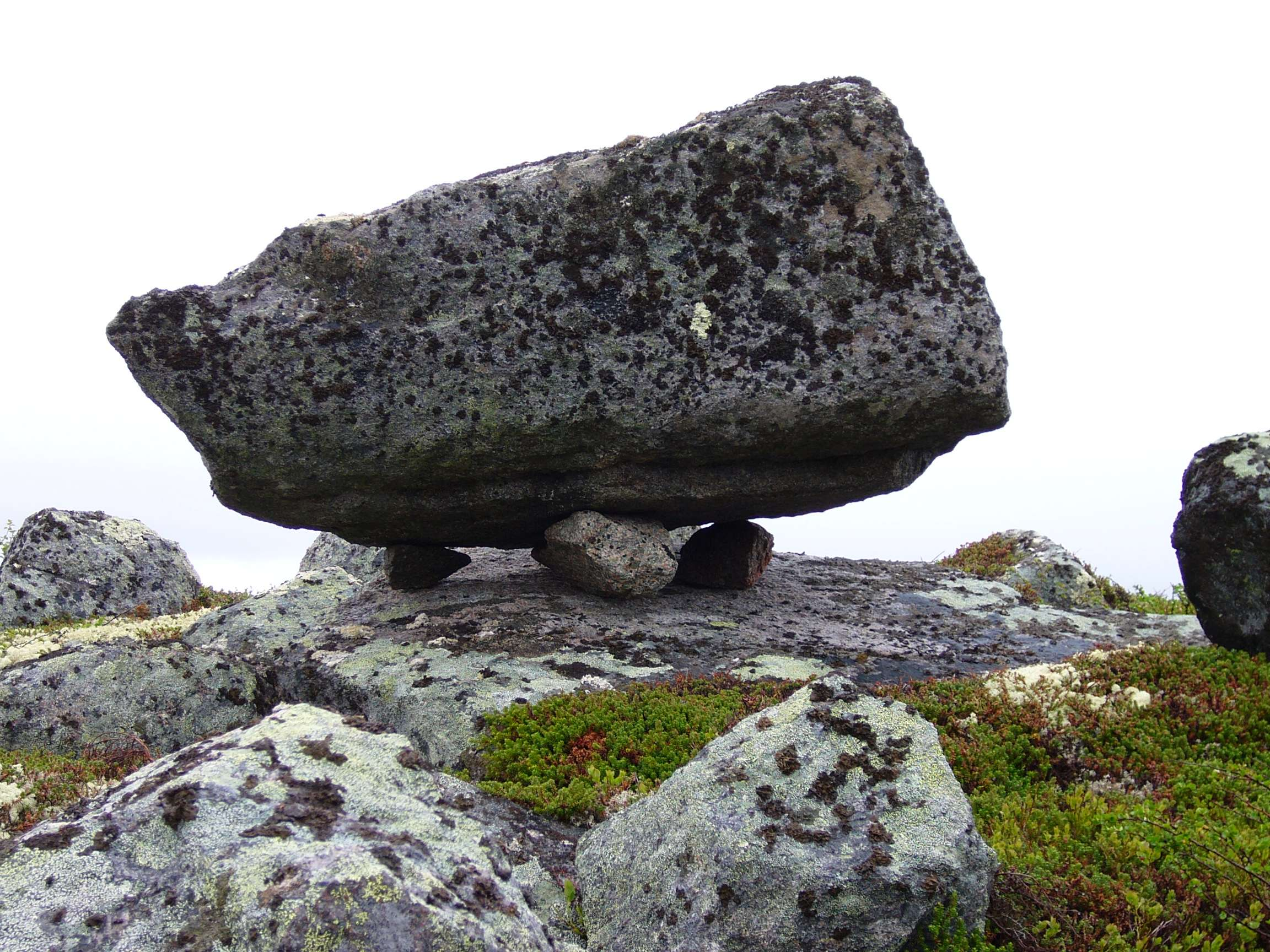
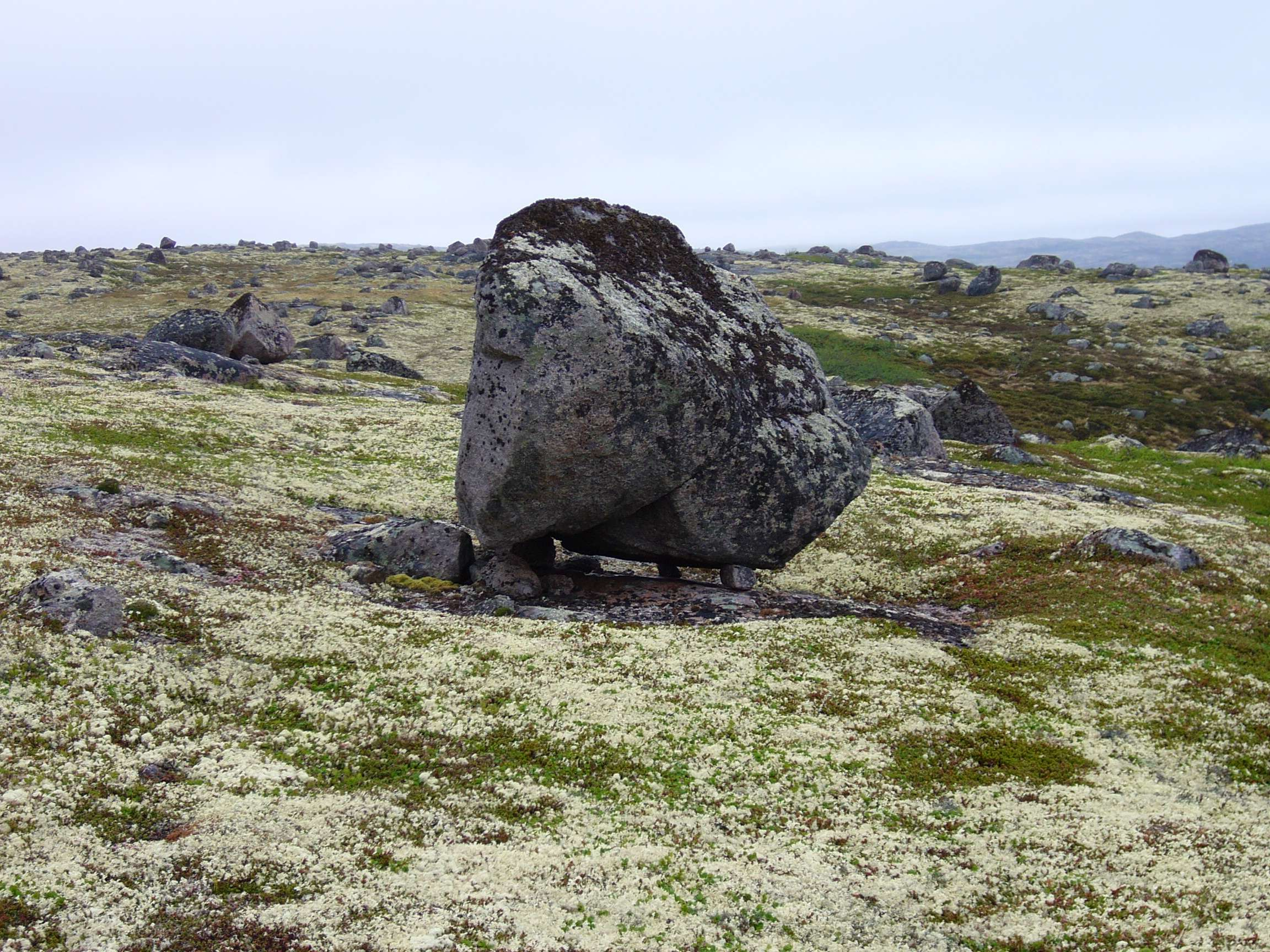

Повсеместно в доступных для туризма регионах встречаются рукотворные сейды, сделанные туристами. Как правило, их отличает меньший размер и простота конструкции.